# Синклервил (Њујорк)
Синклервил (енгл. Sinclairville) град је у америчкој савезној држави Њујорк.

## Демографија
По попису из 2010. године број становника је 588, што је 77 (-11,6%) становника мање него 2000. године.
| Група             | 2000.       | 2010.       |
| Белци             | 644 (96,8%) | 561 (95,4%) |
| Афроамериканци    | 1 (0,2%)    | 0 (0,0%)    |
| Азијати           | 3 (0,5%)    | 3 (0,5%)    |
| Хиспаноамериканци | 6 (0,9%)    | 12 (2,0%)   |
| Укупно            | 665         | 588         |